# Лантратівська сільська рада (Охтирський район)
Лантра́тівська сільська́ ра́да — колишній орган місцевого самоврядування в Охтирському районі Сумської області. Адміністративний центр — село Лантратівка.

## Загальні відомості
- Населення ради: 737 осіб (станом на 2001 рік)

## Населені пункти
Сільській раді підпорядковані населені пункти:
- с. Лантратівка
- с. Духовниче
- с. Новопостроєне

## Склад ради
Рада складалася з 14 депутатів та голови.
- Голова ради: Залавський Костянтин Миколайович
- Секретар ради: Розінько Світлана Федорівна

### Керівний склад попередніх скликань
| Прізвище, ім'я, по батькові      | Основні відомості                                                 | Дата обрання | Дата звільнення |
| -------------------------------- | ----------------------------------------------------------------- | ------------ | --------------- |
| Залавський Костянтин Миколайович | Сільський голова, 1973 року народження, освіта вища, безпартійний | 26.03.2006   | 31.10.2010      |
| Залавський Костянтин Миколайович | Сільський голова, 1973 року народження, освіта вища, безпартійний | 31.10.2010   |                 |

Примітка: таблиця складена за даними сайту Верховної Ради України